# 罗德尼基区
罗德尼基区（俄语：Родниковский район）是俄罗斯联邦伊万诺沃州下辖的一个区，其行政中心为罗德尼基。据2016年统计，该区的人口为33921人。